# Eyaletet Bagdad

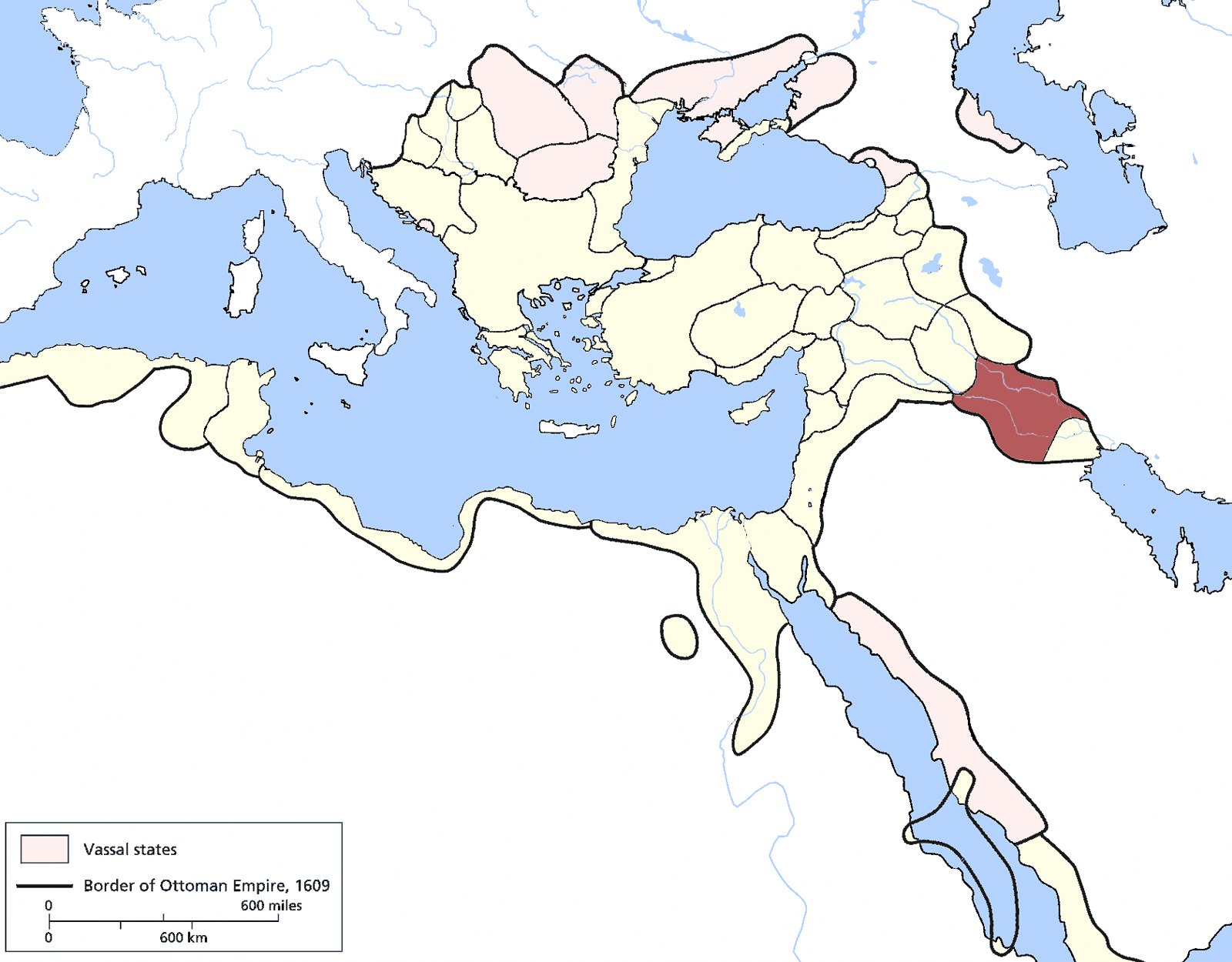
Eyaletet Bagdad i Osmanska riket år 1609

Eyaletet Bagdad (osmansk turkiska: ایالت بغداد, Eyālet-i Baġdād; turkiska: Bağdat Eyaleti), var en eyalet (provins) i Osmanska riket mellan 1535 och 1864. Huvudstad var Bagdad och ytan under 1800-talet uppskattades till 161 120 km².

## Historia
Bagdad erövrades av ottomanerna år 1534 från safavidiska Persien och provinsen med samma namn bildades året därpå. Fientligheten mellan Osmanska riket och det shiamuslimska grannlandet i öster fortsatte och 1623-1638 kontrollerades Bagdad återigen av Persien. Under 1700-talet styrdes provinsen av georgiska mamluker som i praktiken var helt oberoende av den osmanska regeringen. År 1831 krossades mamlukerna av Ali Ridha Pasha som återinförde direktstyre i provinsen. Under 1860-talet avskaffades gradvis eyaleten som del av de administrativa reformerna i riket och eyaletet Bagdad, tillsammans med det angränsande eyaletet Basra, bildade det nya vilayetet Bagdad.